# تاي هينسلي
تاي هينسلي (بالإنجليزية: Ty Hensley)‏ هو لاعب كرة قاعدة أمريكي، ولد في 30 يوليو 1993 في إدموند في الولايات المتحدة.

## وصلات خارجية
- تاي هينسلي على موقع دوري كرة القاعدة الرئيسي (الإنجليزية)
- تاي هينسلي على موقعبيزبول رفرنس.كوم (الدوري الثانوي) (الإنجليزية)
- تاي هينسلي على موقع إي إس بي إن.كوم (أم.أل.بي) (الإنجليزية)
- تاي هينسلي على موقع مشجعي الرسوم البيانية (الإنجليزية)